# Cuccìa (Sicilia)
La cuccìa è un dolce tipico siciliano, a base di grano bollito e ricotta di pecora o crema di latte bianca o al cioccolato. Viene guarnito con zuccata, cannella, pezzetti di cioccolato e scorza di arancia grattugiata, ed è tradizionalmente preparato e consumato il 13 dicembre in occasione della festa di Santa Lucia.
È una tradizione diffusa in tutta la Sicilia, in particolare a Palermo e a Siracusa.

## Varianti locali
La variante trapanese consiste invece nel consumare il frumento bollito con ceci e fave anch'essi bolliti semplicemente con il cosiddetto "mosto cotto", un dolcificante che altro non è che il mosto reso infermentescibile che viene cotto ad oltre 100 °C, fino alla riduzione a circa 1/6 del volume originario e alla caramellizzazione.
A Caltanissetta la cuccìa viene consumata non dolce, ma come pietanza salata. Viene preparata come una minestra di grano cotto, ceci lessati e condita con sale, pepe e olio extravergine d'oliva novello e servita calda.
Un dolce molto simile viene preparato e consumato sempre in occasione della festa di Santa Lucia nel comune calabrese di Paola.

## Origini
Secondo la leggenda più diffusa, infatti, il 13 dicembre del 1646 approdò nel porto di Palermo una nave carica di grano, che pose fine ad una grave carestia. Per poterlo consumare immediatamente il grano non venne macinato, ma bollito e mangiato. Una storia simile datata 1763 e ambientata nel porto di Siracusa, attribuisce a questa città la paternità della ricetta.
Oggigiorno troviamo preparazioni molto simili in paesi ortodossi come la Romania (in cui il dolce viene servito per onorare i defunti e il santo patrono) e in Russia che ha nella Kut'ja uno dei dolci tipici del Natale ortodosso.
Diversi studiosi mettono in relazione la cuccìa con il kykeòn, la pietanza a base di chicchi di grano che si consumava durante i misteri eleusini, in onore a Demetra.